# Заверче
Завѐрче (на полски: Zawiercie) е град в Южна Полша, Силезко войводство. Административен център е на Заверченски окръг. Обособен е в самостоятелна градска община с площ 85,25 км2.

## География
Градът се намира в историческия регион Малополша. Разположен е в централната част на географския макрорегион Катовишко-Ченстоховско плато североизточно от Домброва Гурнича.

## История
Първото споменаване на името Заверче датира от 1431 година в един документ издаден от княз Болеслав V Хусита.
В периода (1975-1998) градът е част от Катовишкото войводство.

## Население
Според данни от полската Централна статистическа служба, към 1 януари 2014 г. населението на града възлиза на 51 258 души. Гъстотата е 601 души/км2.
Демография:
- 1939 – 34 000 души
- 1946 – 21 225 души
- 1955 – 31 055 души
- 1975 – 51 175 души
- 1981 – 63 725 души
- 1991 – 57 082 души
- 2002 – 53 963 души
- 2009 – 49 124 души

## Личности
Родени в града:
- Марек Кристян Емануел Бачевски — полски писател
- Юзеф Барила — полски генерал
- Владислав Йенджеевски — полски боксьор
- Агнешка Мрожинска — полска танцьорка и актриса

## Градове партньори
- Ебензе, Австрия
- Понте Ламбро, Италия
- Каменец Подолски, Украйна
- Долни Кубин, Русия
- Борнхайм, Германия

## Фотогалерия
- Панорама
- Катедрала „Св. ап. Петър и Павел“
- Железопътната гара
- Паметник на незнайния войн
- Църква „Св. Троица“